# U–867
Az U–867 tengeralattjárót a német haditengerészet rendelte a brémai AG Wessertől 1941. augusztus 25-én. A hajót 1943. december 12-én vették hadrendbe. Egy harci küldetése volt, hajót nem süllyesztett el.

## Pályafutása
Az U–867 első járőrútjára Arved von Mühlendahl kapitány parancsnoksága alatt 1944. szeptember 9-én futott ki Kielből. Útja mindössze 11 napig tartott. Az Atlanti-óceán északi része felé haladt, feladata egy automatikus meteorológiai állomás üzembe helyezése volt a Labrador-félszigeten.
Szeptember 17-én, a norvégiai Stadlandedtől nyugatra mindkét dízelmotorja felmondta a szolgálatot a nagy viharban. A hajó megpróbálta elérni Norvégiát az elektromos akkumulátorok segítségével. A német hadvezetés három tengeralattjárót – U–218, U–858, U–1228 – is a segítségére küldött, de az üzenetváltást a britek is fogták, és másnap reggel a helyszínre irányítottak egy Mosquitót. A repülő az U–867-et nem találta, helyette viszont rábukkant az U–275-re, amelyet megtámadott.
Szeptember 19-én az U–867 akkumulátorai lemerültek, és a legénység kénytelen volt elsüllyeszteni a búvárhajót egy esti légitámadás után. A legénység valamennyi tagja, mivel a mentésükre küldött tengeralattjárók nem találták meg őket, odaveszett a viharban és a szövetséges gépek támadásaiban.

## Kapitány
| Név                  | Kezdőnap           | Zárónap              |
| -------------------- | ------------------ | -------------------- |
| Arved von Mühlendahl | 1943. december 12. | 1944. szeptember 19. |

## Őrjárat
| Indulás | Indulónap           | Érkezés | Zárónap              |
| ------- | ------------------- | ------- | -------------------- |
| Kiel    | 1944. szeptember 9. | *       | 1944. szeptember 19. |

* A tengeralattjáró nem érte el úti célját, legénysége elsüllyesztette